# Паникля
Паникля — река в западной части Тверской области, левый приток Межи (бассейн Западной Двины). Длина реки составляет 31,3 км.
Протекает по территории Нелидовского и Оленинского районов.
Паникля берёт начало в лесах на северо-западе Оленинского района. Течёт сначала на юго-восток, затем на юго-запад и запад. Скорость течения в нижнем течении — 0,2 м/с. Впадает в Межу слева в 229 километрах от её устья.
Основные притоки — Вяземка и Плавенка — оба левые. На берегу реки расположены следующие населённые пункты Нелидовского района: Кошелево и Каменка.